# Georgios Pappas
Georgios Pappas é um matemático, professor da Universidade Estadual de Michigan.
Foi palestrante convidado do Congresso Internacional de Matemáticos no Rio de Janeiro (2018: Arithmetic models for Shimura varieties).